# Eliza Gilkyson
Eliza Gilkyson (Hollywood, 24 agosto 1950) è una cantautrice e musicista statunitense. 
Figlia del compositore Terry (1916-1999), noto per aver musicato diversi film per la Disney.
Eliza iniziò a cantare ancora adolescente proprio alcuni demo prodotti dal padre per la Disney.  Nel 1969 pubblicava il suo primo album indipendente chiamato Eliza, sarebbe passato più di un decennio prima che tornasse a registrare Love from the Heart del 1979, attribuito a Lisa Gilkyson, e una cassetta demo, No Commercial Potential del 1982 anch'essa pubblicata sotto il nome di Lisa Gilkyson.
La sua carriera, come Eliza Gilkyson, è iniziata seriamente nel 1987 con l'album Pilgrims. Dal 1987 ha pubblicato, finora, 20 album, alcuni doppi, dove la politica ed i temi sul sociale sono la spina dorsale della cantautrice. Nel corso della sua carriera Eliza Gilkyson ha ottenuto due candidature ai Grammy Awards, nelle edizioni del 2004 e del 2014.

## Discografia

### Album in studio
- 1969 – Eliza '69
- 1979 – Love from the Heart
- 1982 – No Commercial Potential
- 1987 – Pilgrims
- 1988 – Legends of Rainmaker
- 1992 – Through the Looking Glass
- 1993 – Eolian Minstrel
- 1994 – Undressed
- 1997 – Redemption Road
- 1999 – Misfits
- 2000 – Hard Times in Babylon
- 2001 – More Than a Song
- 2002 – Lost and Found
- 2004 – Land of Milk and Honey
- 2005 – RetroSpecto
- 2005 – Paradise Hotel
- 2007 – Your Town Tonight
- 2008 – Roses At The End Of Time
- 2010 – Red Horse (con John Gorka e Lucy Kaplansky)
- 2011 – Roses At The End Of Time
- 2014 – The Nocturne Diaries
- 2018 – Secularia
- 2020 – 2020
- 2022 - Songs From the River Wind
- 2023 - Home

### EP
- 1984 – Eliza Gilkyson / Mark Hallman